# Hospital Corpsman

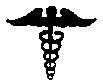
Verwendungsabzeichen

Ein Hospital Corpsman (HM) ist ein Seemann in einem Mannschafts- oder Unteroffiziersdienstgrad des US Navy Hospital Corps. Sie assistieren Medizinern, um Pflege und Unterstützung für die Patienten und deren Familien zu gewährleisten. Sie dienen als Pfleger, Arzt- oder Zahnarzthelfer, Feldsanitäter und Medizintechniker und auf Arbeitsgebieten, die denen eines Pharmazeutisch-technischen Assistenten oder Medizinisch-Technischen Assistenten entsprechen. Die Aufgaben eines Hospital Corpsman sind u. a. Erste Hilfe, kleinere chirurgische Eingriffe, Patiententransport, Patientenpflege, Laborarbeit und Verwaltungsarbeit und entsprechen weitgehend dem Sanitätsdienst der Bundeswehr.
Die Verwendung des Corpsman deckt eine Fülle von Dienstposten ab, darunter Marinekrankenhäuser und Kliniken, an Bord von Schiffen oder im gemeinsamen Dienst mit Einheiten des US Marine Corps als Feldsanitäter. Das US Navy Hospital Corps ist das einzige Kommando der US Navy, welches nur aus Mannschafts- und Unteroffiziersdienstgraden besteht.

## Geschichte
Das Hospital Corps ist seit 1799 Teil der US Navy, nachdem der Kongress der Vereinigten Staaten die Regelung traf, dass alle chirurgischen Assistenten an Bord der Schiffe in die Flotte integriert werden sollten.
Hospital Corpsman ist eine Verwendungsbezeichnung, die nach einer Spezialausbildung vergeben wird. Über die Jahre hat sich der Titel mehrmals verändert, von Chirurgenassistent bis hin zu Apotheker.
Am 17. Juni 1898 wurde auf Beschluss des US-Kongress das Hospital Corps unter eben jenem Namen geschaffen, sodass der Titel der Soldaten in diesem Kommando sich immer wieder veränderte. Während der beiden Weltkriege hieß die Verwendungsbezeichnung Pharmacist's Mate, bis sie schließlich in Hospital Corpsman geändert wurde.
Im Juli 2005 wurde die Hospital Corpsman „A“ School gegründet und bildet seitdem Soldaten in Zahnmedizin aus (Dentalman (DT)). Diese Verwendungsbezeichnung wurde am 1. Oktober 2005 in die Verwendungsreihe des Hospital Corpsman eingegliedert.

## Organisation
Wegen der großen Fülle an Aufgaben und Dienststellen, darunter auch die medizinische Versorgung des US Marine Corps, welches keine eigenen Sanitäter hat, ist Verwendung des Hospital Corpsman die häufigste innerhalb der US Navy.
Innerhalb der Verwendung des HM kann der Matrose verschiedene Qualifikationen durch den Abschluss verschiedener „C“ Schulen erlangen. Jede „C“ Schule verleiht eine Navy Enlisted Classification (NEC). Der normale HM, der die „A“ Schule bzw. die Spezialgrundausbildung absolviert hat, hat die NEC 0000. Eine „C“ Schule bietet eine weiterführende Spezialausbildung an um den HM auf speziellere Verwendungen vorzubereiten, wie Labortechniker, Radiologieassistent oder Flugmedizinspezialist. Der Tagesdienst eines HM hängt stark von seiner Ausbildung auf einer „C“ Schule ab und welcher Einheit er zugeteilt ist.
Es gibt primäre und sekundäre NECs. Beispielsweise kann eine Corpsman die NEC 0000 (allgemeiner HM) als primäre NEC haben und als sekundäre die 8404 (Feldsanitäter).

## Dienst im US Marine Corps

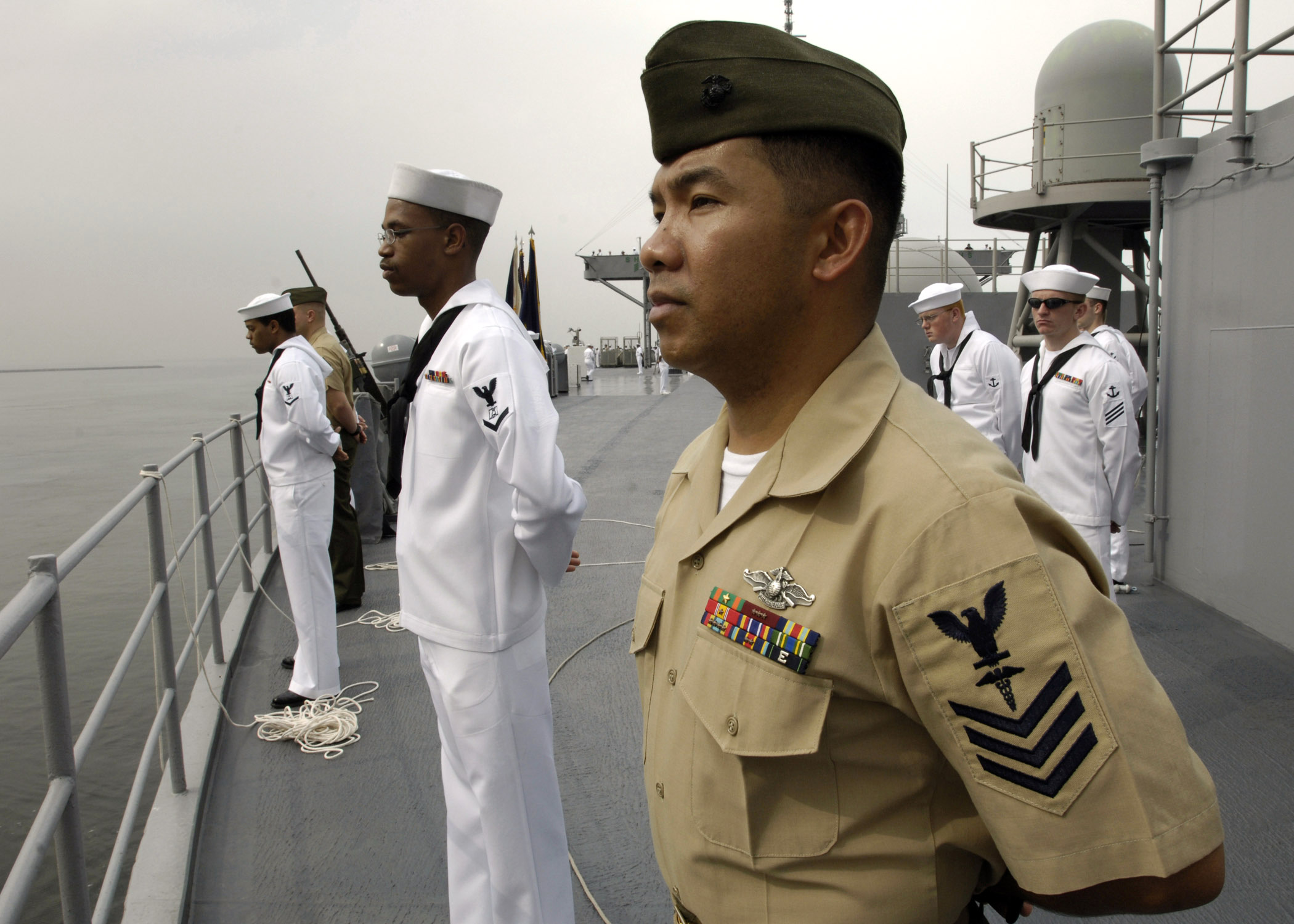
Hospital Corpsman der US Navy in der Uniform des US Marine Corps

Die Field Medical Service School (FMSS), mit Niederlassungen in Camp Pendleton und Camp Lejeune, bildet Hospital Corpsmen für den Dienst in Einheiten des US Marine Corps bzw. der Fleet Marine Force aus. Nach der Ausbildung haben sie die NEC 8404: Field Medical Service Technician. Diese Ausbildung beinhaltet eine Erhöhung der physischen Fitness, den Umgang mit Handfeuerwaffen und die Grundlagen des Dienstes im US Marine Corps. Dafür durchlaufen sie eine siebenwöchige Ausbildung.

## Auszeichnungen

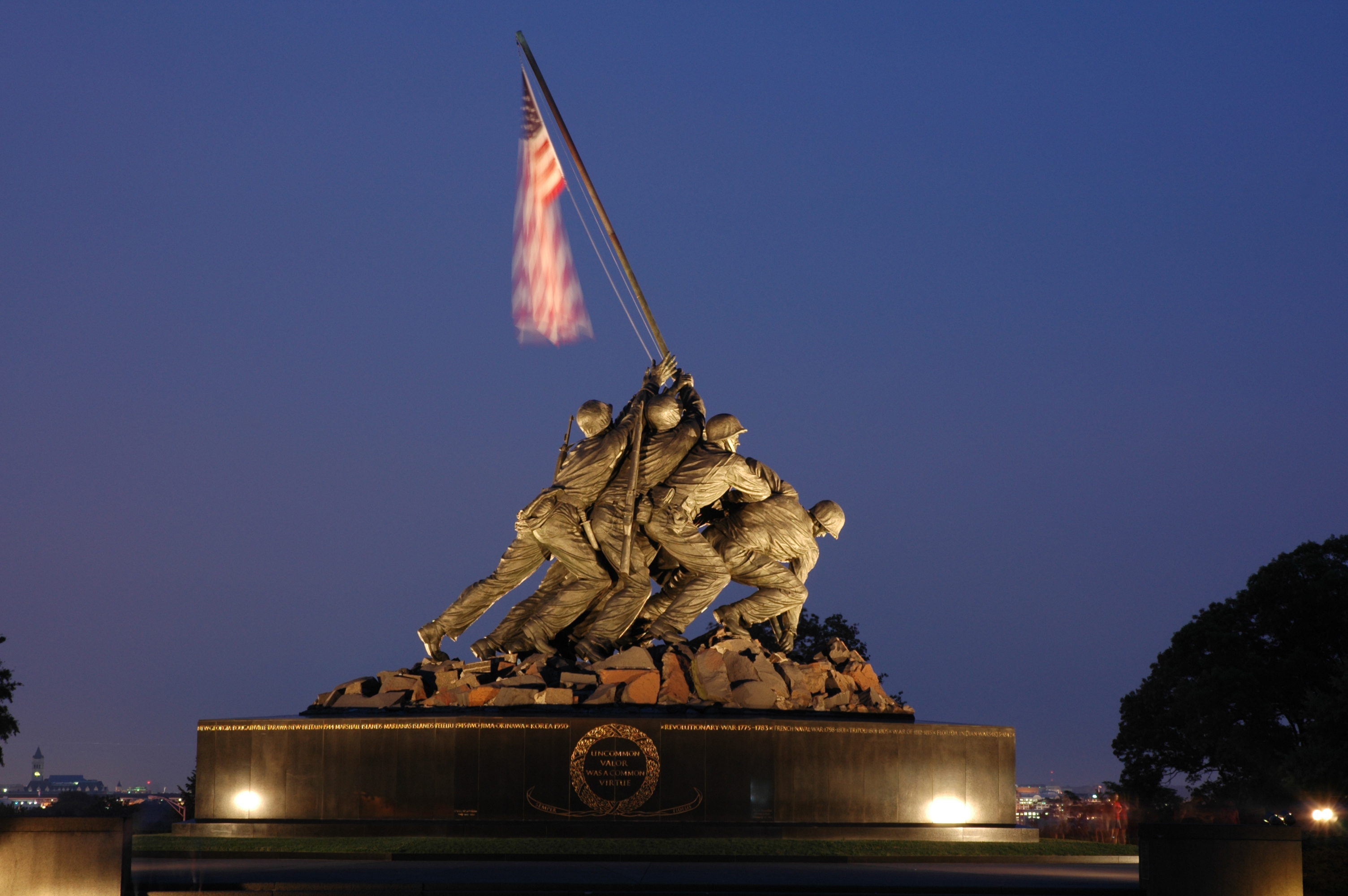
Szenerie des Fotos Raising the Flag on Iwo Jima von Joe Rosenthal

Da die Corpsman nahezu allen denkbaren Aufgaben in US Navy und US Marine Corps zugeteilt sind, einschließlich US Navy SEALs, ist die Verwendung die am meisten ausgezeichnete der US Navy: 22 Medals of Honor (die Hälfte aller durch das Department of the Navy verliehenen Medals of Honor), 174 Navy Crosses, 31 Distinguished Service Medals, 943 Silver Stars und 1553 Bronze Stars. Es existieren 14 Schiffe, die nach HMs benannt wurden. Einer der Soldaten, die die US-Flagge auf Iwo Jima hissten, war der HM John Bradley.
Eine gebräuchliche Beschreibung des 8404 Corpsman während der 1960er und 1970er war: A long haired, bearded sailor who would go through the very gates of Hell to tend to a wounded Marine. (dt. „Ein langhaariger, bärtiger Matrose, der durch die Hölle gehen würde, um einen verwundeten Marine zu versorgen.“) Diese Beschreibung entstammt dem Buch „Green Side Out“ von Major Gene Duncan.

## Verweise